# ان‌ای‌ال‌اف سانتا روزا

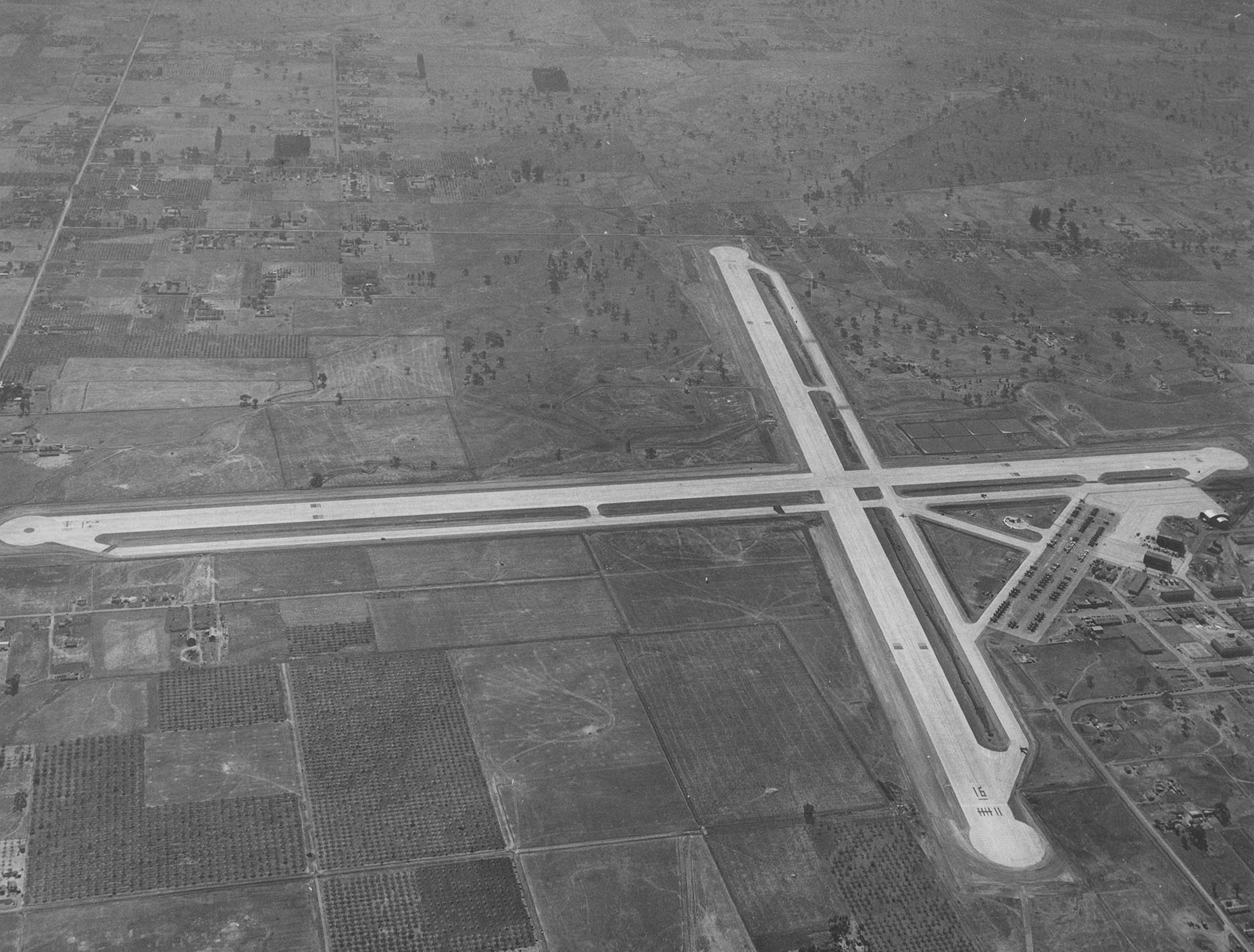
عکس فرودگاه سانتا‌ روزا

ان‌ای‌ال‌اف سانتا روزا (به انگلیسی: NALF Santa Rosa) (به زبان بومی: Santa Rosa Air Center) یک فرودگاه است. این فرودگاه در شهر سانتا روزا، کالیفرنیا کشور ایالات متحده آمریکا قرار دارد .